# Franziskusbrunnen (Bamberg)

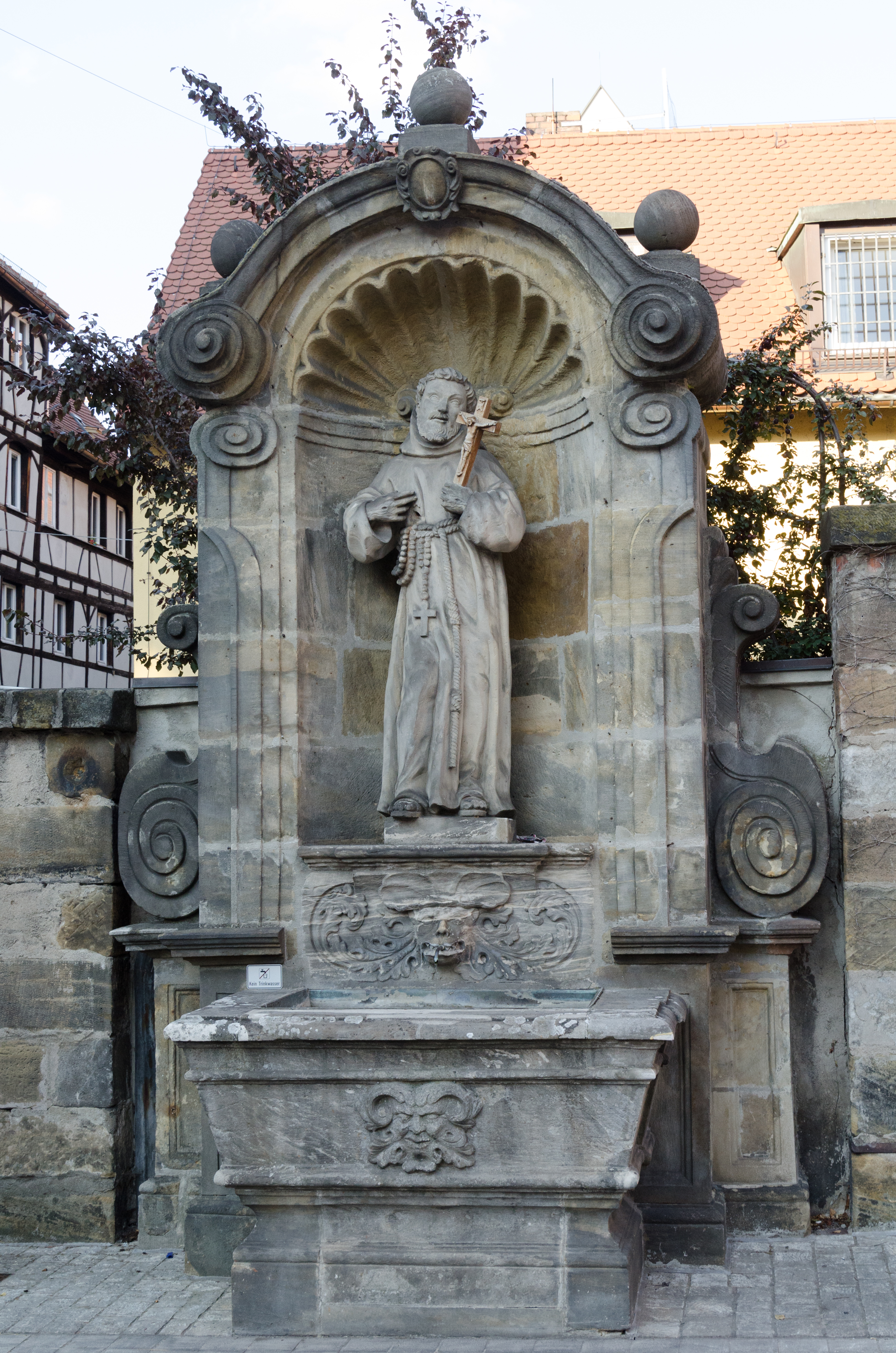
Franziskusbrunnen

Der Franziskusbrunnen ist ein in der Oberen Sandstraße in Bamberg befindlicher Brunnen.
Der ursprünglich an der Klostermauer der Kapuzinerniederlassung in der Kapuzinerstraße stehende Brunnen wurde in die Elisabethenstraße umgesetzt und aufgrund der Planung des Bürgervereins IV. Distrikt an dem neu geschaffenen Platz vor der Elisabethenkirche aufgestellt.

## Geschichte
Der Brunnen an der Klostermauer war kein klostereigener, sondern ein öffentlicher Brunnen als städtische Auftragsarbeit. Er war der Endpunkt der Friedrichsleitung, einer mehrere Kilometer langen Wasserleitung, die aus dem südlichen Gebiet der Immunität St. Stephan durch die Stadt verlief und weitere Wasserentnahmestellen versorgte.
Der Brunnen, zumindest die Figur des Heiligen Franziskus, stammt vom Bildhauer Johann Kaspar Metzner, der dafür im Jahr 1698 ein Honorar von 30 Gulden erhielt. Die Figur des Heiligen ist so gearbeitet, dass Wasser aus der Seitenwunde hätte fließen sollen.
Im Zuge der Vorarbeiten für das Gebäude des Clavius-Gymnasiums wurden die Klosterbauten des ehemaligen Kapuzinerklosters niedergelegt, der Brunnen wurde in die Elisabethenstraße versetzt. 1958 erhielt er seinen Standort am neu geschaffenen Platz vor der Elisabethenkirche in der Oberen Sandstraße.